# 金秀賢 (男演員)
金秀賢（： Kim Soo-hyun，1988年2月16日—），韓國男演員，自出道以來獲得5項百想藝術大獎、2項大鐘獎及1項青龍電影獎，是韓國演藝圈極具影響力的代表性演員之一。
金秀賢多次入選蓋洛普韓國年度最閃耀電視演員、年度最閃耀電影演員，也多次獲選為「韓國人最喜愛的電視演員」。另外他也是韓國富比士名人榜榜單常客，並曾獲選富比世亞洲30位30歲以下精英榜。
金秀賢於2007年出演情境喜劇《泡菜奶酪微笑》以演員身分出道，隨後憑藉《Dream High》（2011年）、《擁抱太陽的月亮》（2012年），及電影《盜賊同盟》（2012年）、《偉大的隱藏者》（2013年）嶄露頭角。其中電視劇《擁抱太陽的月亮》獲得極高收視率，讓他榮獲第48屆百想藝術大獎最佳男演員獎，進一步奠定其演員地位。
2013至2015年間，金秀賢接連主演《來自星星的你》、《製作人》，不僅在國際間掀起熱潮，亦榮獲多項大獎肯定。2017年10月入伍服兵役，2019年退伍後陸續主演電影《Real》（2019年）與電視劇《雖然是精神病但没關係》（2020年），宣布正式回歸演藝圈。2024年，他主演的電視劇《淚之女王》再創收視紀錄，奪得tvN歷代收視率冠軍，進一步鞏固其韓國頂級演員的地位。
2025年3月，金秀賢因與金賽綸戀情爭議事件影響遭指控，而成為公眾與媒體關注焦點。

## 早年生活
1988年2月16日出生於首爾市江南區逸院洞。父親金忠勳是搖滾樂團Seven Dolphins的主唱，在1980年代十分活躍
。童年時期因父母離異，從小就與母親相依為命。
自小患有「室上性心動過速」，高中以前甚少參加戶外活動，因而性格非常內向。為了克服這一點，他在母親嘗試演講或演技的建議中選擇了後者，至此走上了表演的道路。高一時加入延世大學舞臺劇社團開始了舞臺劇表演，在大學路舞臺劇演出中摸索成長，度過了高中時光。高中三年級的班主任表示：「他會將劇本帶到學校很努力地背下來，也會練習自己的聲音。」
首次登上舞台是在高一的話劇《仲夏夜之夢》扮演精靈帕克，其後陸續參與音樂劇《Grease》與莎士比亞悲劇《哈姆雷特》扮演肯力基及王子哈姆雷特的角色。

## 演藝事業

### 初入影壇（2007至2010年）
2007年憑藉MBC電視劇《泡菜奶酪微笑》正式出道。2008年出演了KBS獨幕劇《叢林的魚》及短片《落櫻》的主要角色，其首部主演劇集《叢林的魚》深受好評，贏得了與艾美獎齊名的皮博迪奖在內的四項國際獎項。
2009年拍攝短片《最壞的朋友們》、OBS獨幕劇《7年後的愛》和SBS獨幕劇《父親的家》。《最壞的朋友們》入圍了第8屆韓國Mise-en-scene短片電影節，在朴贊郁導演擔任主評審的悲情城市單元中獲得了最佳短片獎。《父親的家》以19.6%的收視率位列同時段冠軍，入圍第16屆上海電視節白玉蘭獎3項提名並獲得第44屆休斯敦國際電影節白金雷米獎。同年考入韓國戲劇表演最高學府韓國中央大學戲劇電影系。
年末在《叢林的魚》導演與製作人的推薦下飾演SBS電視劇《聖誕節會下雪嗎》中車康鎮的少年時期，憑藉真摯而感性的演技開始受到外界的關注。之後與經紀公司Keyeast簽訂合約，成為Keyeast合併重組後首位簽約演員。
2010年出演SBS20週年台慶年代劇《巨人》中李誠慕的少年時期，該劇最終以40.1%的收視率落下帷幕，金秀賢因超越年齡的冷冽眼神和靈氣十足的爆發力獲得SBS演技大獎新星獎。

### 崛起與突破（2011至2013年）
2011年在首次擔當主演的KBS電視劇《Dream High》中演繹了從一無所知空有天賦的鄉下少年到歷盡波折成長為大明星的宋森動一角後人氣急升，於KBS演技大獎中獲得了最佳新人獎等三個獎項，成為炙手可熱的新人。

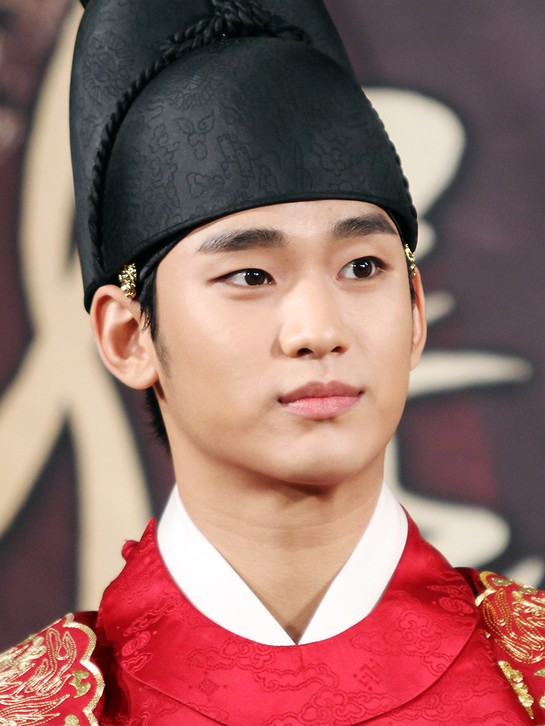
2012年出席《擁抱太陽的月亮》記者會

2012年主演MBC古裝歷史劇《擁抱太陽的月亮》，以獨特設計的聲線語氣和眼神表達塑造了充滿戲劇性與復雜性的朝鮮君王李暄，該劇以42.2%的收視率創下韓國自2006年以來的迷你劇最高收視，被視為現象級的國民電視劇，金秀賢以24歲之齡榮獲第48屆百想藝術大獎最佳男演員獎，成為韓國近十年來最年輕的視帝，於年末韓國蓋洛普調查中獲選年度最閃耀電視演員第四位。同年暑期由崔東勛執導的電影處女作《盜賊同盟》以1302萬觀影人次刷新了韓國影史十七項票房紀錄，高居韓國影史票房总冠軍達兩年之久，至今仍位列韓國電影歷屆票房排行榜第八位，並入圍第37届多倫多國際電影節等一系列國際影展。金秀賢憑藉該片獲得第33屆韓國青龍電影獎人氣明星獎，成為首位在同年實現千萬觀影人次電影和國民收視率電視劇的演員，繼而被任命為韓國觀光公社名譽宣傳大使，獲得第3届韓國大眾文化藝術獎文化體育觀光部長官表彰。
2013年在首部獨挑大樑的電影《偉大的隱藏者》中飾演在村中傻瓜和精銳要員的雙重身份下轉換自如的朝鮮間諜元流煥，為此特意接受了一年多的專業武術指導。片中金秀賢在搞笑、動作、情感各種演技模式之間的切換遊刃有余，呈現出一個新人超乎尋常的掌控力。該片上映後打破韓國十一項票房紀錄，以中小成本的投資規模最終累計696萬觀影人次。金秀賢也取得了僅憑兩部電影就攬下2000萬觀眾的佳績，並以該電影在第50屆韓國電影大鐘獎和第50屆百想藝術大獎中獲得了最佳新人獎，於年末韓國蓋洛普調查中獲選年度最閃耀電影演員第八位和年度最閃耀電視演員第十位。

### 風靡國際（2014至2018年）

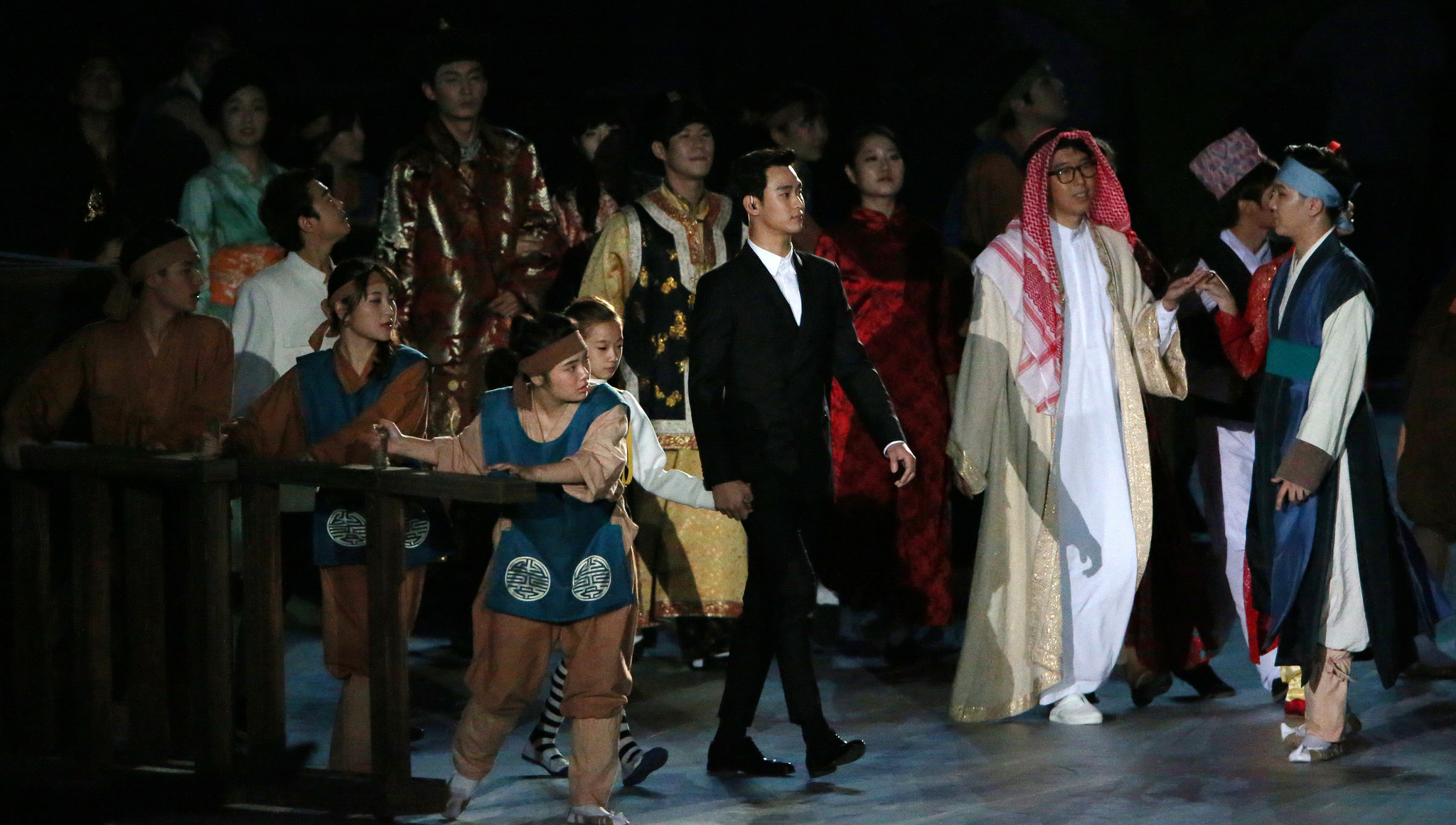
2014年亮相仁川亞運會開幕式演出

2013年底重返電視熒屏與全智賢合作主演SBS電視劇《來自星星的你》，該劇以28.1%的地面收視率與73.4%的網絡收視率雙雙位居韓國年度迷你劇冠軍，中國地區網絡播放量超過60億。剧中金秀贤诠释了游历人间400年的外星人都敏俊，古今形象交互展现，憑此劇接連獲得第7屆韓國電視劇大獎大賞、第8屆東京國際電視劇節亞洲最佳演員獎等海內外諸多榮譽，再度入圍第50屆百想藝術大賞最佳男演員獎並包攬電影和電視部門人氣獎，成為百想藝術大獎歷史上唯一一位影視人氣雙料得主，以三座獎杯刷新了單屆獲獎數量的紀錄。於年末韓國蓋洛普調查中獲選年度最閃耀電視演員第一位和年度最閃耀電影演員第十位，榮登2004年至2014年韓國蓋洛普每五年一次的調查「韓國人最喜愛的電視演員」冠軍。金秀賢憑藉前所未有的外星人形象風靡亞洲，在中國引發的熱潮被稱作「叫獸依賴癥」，奠定了新一代韓流明星的地位，獲頒第5届韓國大眾文化藝術獎總理表彰。2014年以超強存在感客串電影《奇怪的她》，該片票房高達865萬觀影人次。同年零酬勞參與南京青奧會開幕式表演，以中文壓軸獻唱主題曲《點亮未來》，隨後再次壓軸亮相仁川亞運會開幕式主題文化演出，於第二幕故事「通過大海而相遇的亞洲」中擔綱主演。

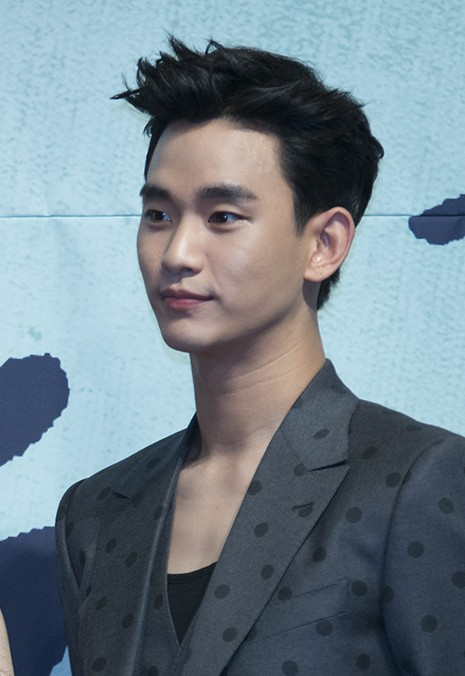
2015年出席《製作人》記者會

2015年主演KBS電視劇《製作人》，該劇開啟了綜藝電視劇的全新形式，在初次開辟的實驗性金土時段以12集短劇取得17.7%的收視率，成為繼《來自星星的你》之後首部收視率突破15%的迷你劇。金秀賢以白承燦一角回歸初心，蟬聯第8屆韓國電視劇大獎大賞，亦獲得KBS演技大獎等大賞殊榮，於年末韓國蓋洛普調查中獲選年度最閃耀電視演員第二位和年度最閃耀電影演員第十三位。同年獲得第52屆韓國電影大鐘獎人氣獎，被授予2015韓國國家品牌大獎文化部門大賞，受邀入駐香港杜莎夫人蠟像館，登上美國《人物》雜誌，先後當選首爾市形象宣傳大使
及仁川國際機場名譽宣傳大使，以「你和我的首爾」為主題的首爾海外宣傳片於CCTV及亞洲各國主要電視臺播出。2016年在韓國蓋洛普調查中獲選年度最閃耀電視演員第十三位。
2017年以犯罪動作電影《Real》回歸大銀幕，片中一人分飾两角，自然融入三種精神分裂人格的內心世界，細膩揣摩張泰英陰暗與邪惡的一面，完成了前所未有的形象轉變與自我突破，展現了瘋狂又深沉的演技。

### 成功回歸（2019至2023年）
2019年，暌違多年未有主演電視劇面世的金秀賢再次入選2004年至2019年韓國蓋洛普每五年一次的調查「韓國人最喜愛的電視演員」第十七位。客串亮相tvN電視劇《德魯納酒店》大結局，退伍後首次回歸便獲得了收視佳績，引起極大關注。年末與所屬社Keyeast合約到期，次年正式加盟全新的經紀公司Goldmedalist，並以電影《偉大的隱藏者》中邦東九的經典造型客串登場tvN電視劇《愛的迫降》，再度引發熱議。

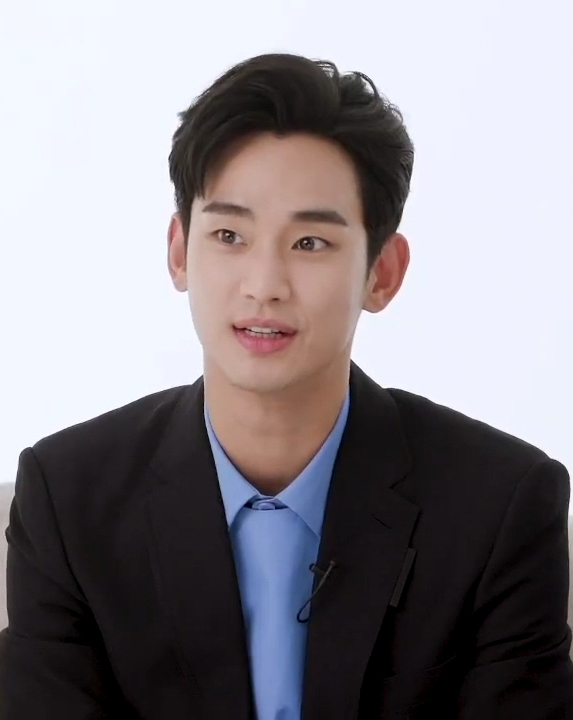
2020年接受《雖然是精神病但沒關係》訪談

2020年以tvN電視劇《雖然是精神病但没關係》正式復出小熒屏，退伍歸來的他選擇褪去華麗，轉而探尋角色與觀眾之間關於傷痛和治愈的的共鳴。此劇口碑和話題性兼備，連續7周位居CJ ENM內容影響力指數(CPI)電視劇部門第1名、連續8周位居廣播内容價值信息分析系統(RACOI)電視劇網絡反應榜第1名、連續8周位居韓國電視節目專業分析機構Gooddata電視劇話題榜第1名及十周年特別企劃認證熱度值突破三萬。此外通過Netflix在全世界190多個地區播放，受到了海外觀眾的熱烈反響。根據全球流媒體數據統計網站FlixPatrol顯示，該劇為Netflix全球電視節目累計收視第17名，高居2020年度韓劇之首，亦是唯一一部總分過萬的韓劇。在香港、馬來西亞、菲律賓、新加坡、泰國、越南均累計年度第1名。被評為紐約時報2020年10部最佳國際電視劇、福布斯2020年13部最佳韓劇及新聞週刊2020年Netflix全球25部最高收視電視節目，入圍第49屆國際艾美獎最佳電視電影/迷你劇獎並獲得第57屆百想藝術大獎8項提名。金秀賢將文康泰內心的隱忍與壓抑展現得淋漓盡致，憑藉堅韌質感和角色張力獲得第5屆亞洲明星盛典大賞並三度提名第57屆百想藝術大獎最佳男演員獎，於年末韓國蓋洛普調查中獲選年度最閃耀電視演員第十一位。
2021年獲選韓國電影振興委員發起的國際宣傳活動「Korean Actors 200」甄選出的代表韓國電影現在與未來的200位演員，被評價為「出道即征服亞洲娛樂市場的幻想羅曼史明星」。主演改編自BBC短劇《司法正義》的韓國OTT平臺Coupang Play首部原創劇集《某一天》，將金賢秀從含冤入獄到強迫適應直至逐漸黑化的情緒轉折演繹得層次分明，實現了演藝生涯的再次突破。該劇登上Coupang Play人氣排行榜第1名，提升了平臺的知名度，使用戶數增加了1.5倍以上，連續25日位居Naver網絡電視劇推薦榜第1名，被IMDb評為2021年10部人氣韓劇。

### 再創高峰（2024年）
2024年在tvN電視劇《淚之女王》中三度攜手朴智恩編劇挑戰情感層次豐富的有婦之夫白賢祐，通過極致反差的魅力靈性賦予了角色極富光彩的個性特質，僅播出八集便四度提名第60屆百想藝術大獎最佳男演員獎並獲得人氣獎，再次囊獲第9屆亞洲明星盛典大賞，於年末韓國蓋洛普調查中獲選年度最閃耀電視演員第二位和年度最閃耀電影演員第十六位，更第三次入選2004年至2024年韓國蓋洛普每五年一次的調查「韓國人最喜愛的電視演員」且時隔十年再奪冠軍。該劇播出後關注度與日俱增，連續3月位居韓國蓋洛普調查韓國人最喜愛的電視節目第1名、連續8周蟬聯Gooddata電視劇話題榜冠軍達成完美話題度紀錄且高居過去10年(2015-2024)最受關註的電視劇第2名和年度電視劇話題性第1名、連續15周進榜Netflix全球非英語電視節目收視前10名，其中第4週登上全球非英語電視節目收視冠軍，於韓國、香港、日本、新加坡、臺灣與秘魯等14個地區均取得第1名，以全年累計8.604億小時觀看時長和3680萬觀看次數躋身Netflix歷代韓國愛情劇榜首，TikTok播放量亦超過130億，在海外掀起的人氣熱潮令其韓流影響力更上一層樓。收視率更以驚人之勢節節高升，最終以24.9%的收視率位列韓國年度迷你劇冠軍並創下tvN歷代收視率最高紀錄，同時以639.9萬的收視人數刷新韓國自2020年以來包括地上波在內所有電視臺的最高紀錄，被媒體稱作「淚之女王綜合癥」。

### 捲入風波（2025年）
2025年因與金賽綸戀情爭議事件影響，主演的新戲《山寨人生》原定4月在Disney+上線，官方於3月21日宣布「無期限擱置」，這是繼《Good Day》20日突然發布將停播一週後，第二部停播的影視作品。

## 其他事業

### 宣傳大使
| 年份 | 機構／活動         | 職銜               | 任期 | 參      |
| ---- | ------------------ | ------------------ | ---- | ------- |
| 2011 | 高陽國際花卉博覽會 | 第15屆宣傳大使     |      | [ 119 ] |
| 2012 | 韓國觀光公社       | 名譽宣傳大使       |      | [ 26 ]  |
| 2014 | 韓國中央大學       | 第22期學生宣傳大使 |      | [ 120 ] |
| 2014 | 首爾特別市         | 形象宣傳大使       | 兩年 | [ 43 ]  |
| 2015 | 仁川國際機場       | 名誉宣傳大使       | 三年 | [ 44 ]  |
| 2023 | 韓國國稅廳         | 宣傳大使           |      | [ 121 ] |

### 活動代言
金秀賢因其強大的市場影響力，被媒體譽為「廣告界之王」，曾擔任食品、服飾、電子產品、電信、汽車等多類品牌的代言人。2010年，他憑藉電視劇《巨人》受到關注，隨即成為廣告界的「蓝筹股」，短短一個月內接獲三個廣告邀約。
2012年，他主演的《擁抱太陽的月亮》創下高收視率，使其代言數量激增，同時擔任17項品牌代言人，打破金妍兒於2009年創下的15個代言紀錄，成為韓國最炙手可熱的廣告明星。2013年至2014年間，他憑藉主演《來自星星的你》的人氣飆升，共出演超過30支廣告，其中有10支在中國與其他亞洲市場播出。然而他與全智賢一同代言中國恒大集團旗下的礦泉水品牌「恆大冰泉」，因產品在宣傳水源地時是以中國的「長白山」而非韓國的「白頭山」，引發韓國民眾強烈不滿。在與論壓力下，兩位一度考慮終止代言合約，但最終仍決定履行合作，讓許多民眾感到失望。
2015年，他成為濟州航空的代言人，並登上該航空公司的飛機塗裝，同時成為中國某款手機遊戲的主角。此外，他與金妍兒榮獲國家品牌大獎以表彰其對提升韓國國際形象的貢獻。
2021年，他擔任菲律賓品牌Bench的產品代言人，同年9月受邀擔任Tommy Hilfiger全球代言人。2022年，他成為Dunkin' Donuts的品牌大使，並於2025年1月擔任Prada品牌大使，代表品牌出席米蘭時裝周。

## 影視作品
- 《泡菜奶酪微笑》（2007年）
- 《Dream High》（2011年）
- 《擁抱太陽的月亮》（2012年）
- 《盜賊同盟》（2012年）
- 《來自星星的你》（2013年）
- 《偉大的隱藏者》（2013年）
- 《製作人的那些事》（2015年）
- 《Real》（2015年）
- 《雖然是精神病但沒關係》（2020年）
- 《某一天》（2021年）
- 《淚之女王》（2024年）

## 獎項與提名
金秀賢自出道以來在韓國三大影視獎中獲得5次百想藝術大獎、2次大鐘獎、1次青龍電影獎之獎項，包括以24歲之齡榮獲第48屆百想藝術大獎最佳男演員獎(2012年)，以及在第50屆百想藝術大獎上榮獲電影和電視部門人氣獎(2014)，成為百想藝術大獎歷史上唯一一位影視人氣雙料得主。此外曾獲得多個大賞殊榮，包括KBS演技大獎(2015)、第7屆韓國電視劇大獎(2014)、第8屆韓國電視劇大獎(2015)、第4屆APAN Star Awards(2015)、第5屆亞洲明星盛典(2020)及第9屆亞洲明星盛典(2024)。
海外獎項方面，金秀賢亦榮獲第8屆東京國際電視劇節亞洲最佳演員獎(2014)等多個國際獎項。
除影視獎項之外，還曾獲得韓國大眾文化藝術獎文化體育觀光部長官表彰(2012)和總理表彰(2014)、韓國國家品牌大獎文化部門大賞(2015)、福布斯亞洲30位30歲以下精英(2016)、大本鐘獎全球十大傑出青年(2019)及韓流文化大獎文化體育觀光部長官獎(2024)等榮譽。
金秀賢亦分別於2012年至2016年連續5年及2021年至2022年連續2年入選韓國福布斯名人榜，且在2015年達到總榜第二位和演員第一位的最高排名。

## 個人生活

### 興趣
金秀賢非常熱愛打保齡球，曾參加2016年職業保齡球選手選拔，雖然順利通過初賽，但因在複賽中僅獲得192.3分，未能達到晉級所需的200分而被淘汰。他曾經在MBC的《無限挑戰》展現他的保齡球技巧。

### 健康
金秀賢自小患有先天性心臟病，高三那年在教室跌倒後突然有喘不過氣、心臟疼痛的感覺，到醫院檢查後才知道自己患有「室上性心動過速」，後經兩次微創手術治療後大幅好轉。

### 兵役
金秀賢於2007年在首爾兵務廳進行的體檢中，因心臟問題被判定作為公益勤務要員完成兵役，但他希望能以現役身分服役，經持續的健康管理後於2012年覆檢時獲現役判定。
2017年10月23日以陸軍現役士兵的身份入伍，在京畿道坡州的第一師團新兵教育隊完成5週的基礎軍事訓練後，因軍事訓練科目的優異表現考獲特級戰士資格，被分配至非軍事區韓國最前沿部隊的第一師團偵查大隊服役。金秀賢服役期間表現突出，獲2次提前晉升，於2018年8月提前1個月晉升為上等兵及2019年2月1日提前2個月晉升為兵長。
2019年7月1日在坡州臨津閣和平鐘前舉行了退伍儀式，結束了21個月的軍隊生活，當天獲逾300名粉絲及過百傳媒歡迎。

## 爭議

### 與金賽綸戀情爭議事件
2025年3月10日，金賽綸的家人透過YouTube頻道「橫豎研究所」指控金秀賢與未成年的金賽綸談戀情。家人指出金秀賢與金賽綸從2015年開始交往，持續了六年，當時他們分別是27歲和15歲。以及在女方陷入困境後，還向女方發出存證信函追債7億債務，無視女方的哀求。。而金秀賢經紀公司Goldmedalist否认了「未成年開始談戀愛」及「逼債」等指控，并宣布將採取“最强硬的法律行动”應對。隨後，「橫豎研究所」再發佈出多張金秀賢親吻金賽綸的照片，以及金賽綸生前傳訊息給金秀賢，希望能寬容還債時間的求饒內容。金賽綸家人主張在2024年3月，前經紀公司Goldmedalist向金賽綸發出存證信函，要求她返還其先前因酒駕事件代為賠償的7億韓元（約新台幣1581萬元）。由於金賽綸因為一直聯絡不上前經紀公司及金秀賢，後來她借用了表姐的手機於同年3月19日向金秀賢發送訊息，表示：「我不是不想還，而是如果現在要我一下子拿出7億韓元，我真的做不到」、「請救救我...拜託給我一點時間吧。」金賽綸當時表示自己正努力復出演藝圈，並願意從片酬中分期償還，但未獲回應。便於同年3月24日上傳貼臉合照，迫使金秀賢聯絡她。
2025年3月12日，南韓媒體Dispatch報導稱：「經多方確認，金秀賢與金賽綸的戀情比起『虛假』更接近『事實』。」Dispatch引述金秀賢身邊人士透露，因金賽綸年齡問題，這段關係在圈內雖是公開秘密，但絶不能公開。同日，「橫豎研究所」發佈金秀賢於2018年在軍中寫給金賽綸的信與自拍照
。
對於不斷被曝光的資料，金秀賢經紀公司聲明立場不變。
3月13日，Goldmedalist表示：「將在下周以證據為基礎公開本公司立場。」
3月14日，Goldmedalist緊急發佈聲明稿，承認金秀賢曾與金賽綸在2019年夏天至2020年秋天交往約1年，並對主要爭議點作出澄清，包括7億債務早已於2023年公司年審中撥為壞帳處理並已於2024年3月通知金賽綸當時的經理公司及此前公開的親臉照均在2019年下半年拍攝。而「橫豎研究所」原本預計曝光的資料，因考慮到金秀賢的精神狀態，暫時不公開。
3月15日，「橫豎研究所」稱已得到金賽綸家人同意，在直播節目中公開金秀賢脫掉褲子但有穿上衣洗碗的照片，圖中可見有一名身穿黑色上衣的男子背影，屁股位置被圖案遮住。此舉動備受評擊，大眾認為此舉並不能證明是在金賽綸未成年開始談戀愛，亦嚴重侵害個人私隱。同月20日，金秀賢方就此事以違反性暴力犯罪處罰特別法及利用攝像設備拍攝及散佈罪向Youtube頻道橫豎研究所運營者金世義及向金世義提供相關照片的金賽綸家屬及自稱是金賽綸姨母的姓名不詳者向江南警察署提交刑事告發。
3月17日，因連日來雙方就各自的立場發表聲明，在無法達成共識的情形下，金賽綸的家屬先針對事件相關人士YouTuber李鎮浩提告，並且強調，將會考慮對金秀賢所屬社正式提告。
3月19日，YouTuber李鎮浩公開金賽綸生前與友人的多段對話錄音。錄音中金賽綸承認在2025年1月在美國與圈外男朋友結婚，並透露是男朋友一喝酒就發瘋，原本已決定跟對方分手，但被他威脅最後結婚了。另一段錄音亦透露金賽綸層多次試圖做出極端選擇，其中一次需要2000萬韓元醫療費，但家人沒有支付，須由經紀公司代付。但在3月20日金賽綸家屬表示並不知道金賽綸已婚。
3月22日，橫豎研究所在直播中提及金秀賢出演的Disney+原創劇《Knock-Off》，並威脅說如果Disney+不取消公開《Knock-Off》的話，將公開金秀賢類似N號房的視頻。同月24日，金秀賢方就此事以違反刑法的威脅嫌疑向橫豎研究所運營者金世義追加刑事告發，並重申橫豎研究所主張的視頻當然不存。
3月25日，金賽綸前男友指金賽綸的家人對金賽綸不聞不問，其丈夫曾向她進行監控、辱罵及家暴，導致金賽綸精神崩潰及多次自殘。前男友表示:「我雖然沒見過金秀賢，但看到他因為名氣而受到輿論責難，真的替他感到不平」，並強調「賽綸的死因與金秀賢無關」。同日下午，金賽綸丈夫帶來大批資料來到《橫豎研究所》直播現場，強調自己沒有施暴，反指金賽綸是因金秀賢、李鎮浩帶來的精神上折磨，才會自殘及輕生。但金賽綸丈夫承認他倆在2025年1月12日結婚但現正辦理「無效婚姻」。《橫豎研究所》亦指金賽綸家屬已經決定反擊金秀賢方。同時亦聲稱手握比N號房更嚴重的證據，但因涉及到金賽綸，只有在獲得遺屬許可後才會公開照片。對於突然出現的金賽綸前男友及丈夫，部份網民開始對金賽綸的死因存疑。
3月27日，金賽綸遺屬透過橫豎研究所召開記者會，公開2人於2016年及2018年的KakaoTalk對話紀錄佐證。
記者會中，金賽綸遺屬亦公開2024年金賽綸收到存證信函後寫給金秀賢的信，但此信並無交到金秀賢手中。3月28日，記者向金賽綸家人的代表律師查詢後得知此記者會中的Kakaotalk均為重製圖。記者問到重製圖是否源自取證資料時，代表律師表示：「現階段很難說是不是取證資料。」但強調原件確實存在，重製圖是一點沒錯地重製。
3月31日，金秀贤在律師陪同下召開記者會，首先金秀賢表示：「對不起，因為我一個人，好像很多人正在承受痛苦。而且，我覺得故人也無法安息，這讓我感到非常惋惜。」其後否认在金赛纶未成年时就已经与她交往，他只和金赛纶於2019年交往了一年左右，當時否認戀情是因為作為《淚之女王》主演演員，當時如果承認幾年前曾交往過的事實會影響所有《淚之女王》演員們、工作人員及製作公司，為了不影響《淚之女王》的播出，他選擇了否認。另外，他稱經理公司Goldmedalist沒有逼債7億。金秀賢表示：「我無法接受被威脅、被強迫將謊言當作事實來承認。」
此外，記者會上播放了一段錄音檔，據稱為2024年3月底Goldmedalist方與金賽綸前所屬公司代表的通話內容。錄音中Goldmedalist方說明：「我們律師說會再發一個存證信函，那個我會傳給您，用簡訊。但不用害怕，那個就是行政手續上我們必須發送的，不發的話就是背信罪。因為手續上您那邊沒回覆所以我得要再發一次，不要嚇一跳。關於答覆的部份，只要回一個寬鬆的期限說預計會在多久期間內還款。我們也是為了要守法律而做這些行政上的來往的嘛。但我沒辦法口頭上跟您說慢慢還喔~ 這樣是我有背信罪。所以希望您可以向賽綸好好說明一下。」前經理人代表表示明白及會向金賽綸說明。
金秀賢表示金賽綸家屬方此前公開的2016年及2018年的Kakaotalk對話中，與故人對話的並非同一人。對於死者家屬作為證據提出的所有內容，金秀賢方也將透過司法機關進行徹底的調查與驗證。如果金賽綸家屬方所持有的證據是真實的，他希望他們能夠向司法機關提交所有資料，並接受法律程序的審查。
金秀賢表示：「我做過的事，我會承擔後果，接受任何批評。但沒做過的就是沒做過。為了現在仍然相信我的所有人，我想要把這件事說清楚。我不會要求大家相信我，我一定會證明給大家看。」
最後，金秀賢方代表律師表示金秀賢與經紀公司 Gold Medalist 為了要釐清事實，決定對相關人士提出民事與刑事訴訟。他們已對遺屬跟那位姨母，還有橫豎研究所，以違反《資訊通信網利用促進及資訊保護法》（誹謗罪）等罪名，並附上剛剛金秀賢說到的鑑識報告，提交了刑事告訴狀。也已經向首爾中央地方法院提交了價值合計約120億韓元的損害賠償請求訴狀。
據韓媒報導，首爾中央地方法院證實已收到訴狀，之後將派三名法官組成合議庭審理此案。
4 月2 日，金秀賢方以涉嫌違反反跟蹤騷擾處罰法向橫豎研究所運營者金世義追加刑事起訴。

## 外部連結
- 金秀賢韓國官方網站 （页面存档备份，存于）
- 金秀賢日本官方網站 （页面存档备份，存于）
- 金秀賢的新浪微博
- 金秀賢的Instagram帳戶
- 金秀賢在互联网电影资料库（IMDb）上的資料（英文）